# Tony Parker Show
Le Tony Parker Show (ou TP Show) est une émission sur RMC le lundi de 21 h à 22 h animée par Tony Parker accompagné de Pierre Dorian, François Giuseppi et Jacques Monclar. L'émission est décrite comme une libre antenne, au cours de laquelle le basketteur Tony Parker commente l'actualité du basket français.

## Histoire
En avril 2004, Tony Parker rejoint RMC à l'occasion des play-offs de la NBA. Premier basketteur français sacré en NBA et évoluant aux Spurs de San Antonio, Tony Parker intervient dans Bourdin & Co le matin après chacune de ses rencontres et dans RMC Sport le soir. En septembre 2004, il devient animateur de sa propre émission, où il commente l'actualité du basket-ball et de la NBA.
Le 10 octobre 2011, Tony Parker est de retour sur l'antenne de RMC après quatre ans d'absence. L'émission revient chaque année de septembre à avril, laissant la place, à partir d'avril 2013, à Basket Time durant sa pause annuelle en raison de la participation de Tony Parker aux Playoffs NBA. En septembre 2016, l'émission ne revient pas sur RMC et est remplacée toute l'année par Basket Time.